# Włocławek
Włocławek (en alemany Leslau entre 1940 i 1945) és una ciutat amb 119.608 habitants (2006) al voivodat de Cuiàvia-Pomerània, al centre-nord de Polònia, a la riba dels rius Vístula i Zgłowiączka.